# Greeley County (Kansas)
Greeley County je okres ve státě Kansas v USA. K roku 2010 zde žilo 1 247 obyvatel. Správním městem okresu je Tribune. Celková rozloha okresu činí 2 015 km². Byl pojmenován podle Horace Greeleyho.